# Energivie
 (janvier 2013).
 (janvier 2013).
Si vous disposez d'ouvrages ou d'articles de référence ou si vous connaissez des sites web de qualité traitant du thème abordé ici, merci de compléter l'article en donnant les références utiles à sa vérifiabilité et en les liant à la section « Notes et références ».
Energivie ou energivie.info est un programme informant et accompagnant les habitants de la Région Alsace sur des projets liés à la maîtrise de l'énergie dans le bâtiment. Ce programme a été mis en place en 2003 en partenariat avec la Région Alsace et l'Ademe.

## Description
Le programme Energivie ne doit pas être confondu avec le pôle de compétitivité Alsace Energivie, dédié aux bâtiments à énergie positive, lancé en mai 2010.
Enjeux
Le secteur du bâtiment est le premier consommateur d'énergie en France. Construire et rénover des bâtiments au niveau basse consommation permet de répondre aux défis majeurs de ces prochaines années :
- anticiper l'épuisement et l'augmentation du coût des ressources énergétiques;
- réduire significativement les émissions de gaz à effets de serre et ainsi limiter le réchauffement climatique et ses conséquences.

Il existe en effet un important potentiel d'économies d'énergie dans le bâtiment, grâce à de nombreuses solutions techniques qui ont fait leur preuve, aussi bien pour les constructions neuves que pour la rénovation.

## Historique
Le Programme energivie.info est né en 2003, de la volonté commune de la Région Alsace et de l'Ademe de développer les énergies renouvelables sur le territoire alsacien. Aujourd'hui le programme est axé en priorité sur la construction et la rénovation de bâtiments basse consommation. Le Programme energivie.info a reçu le prix RégioStar 2008, remis par la Commission européenne pour le meilleur programme régional dans la catégorie efficacité énergétique et énergie renouvelable.

## Actions
Energivie.info apporte une expertise auprès :
- des particuliers dont les copropriétaires;
- des collectivités et bailleurs sociaux;
- des entreprises;
- de l'ensemble des professionnels du bâtiments.

Sur le site energivie.info, on peut retrouver l'ensemble des informations utiles pour des projets de construction ou de rénovation basse consommation, à savoir :
- guides complets (PDF ou vidéo) sur l'ensemble des thématiques : isolation, étanchéité à l'air, fenêtre performantes, ventilation,qualité de l'air...
- les aides financières existantes, dont celles spécifiques à la Région Alsace;
- des exemples de réalisations;
- un annuaire mis à jour des professionnels certifiés;
- des offres de formations;
- la liste des évènements importants : salon, conférences, colloques.